# Mankha
Mankha (en népalais : माङ्खा) est un comité de développement villageois du Népal situé dans le district de Sindhulpalchok. Au recensement de 2011, il comptait 7 752 habitants.